# Микеле Алборето
Микеле Алборето (на италиански: Michele Alboreto) е италиански автомобилен състезател, пилот от Формула 1.
Роден в Милано, Алборето учи дизайн, когато започва да се подвизава като автомобилен състезател през 1976 в кола проектирана от него самия; нарича я „CMR“ и се състезава в сериите „Formula Monza“, но без успехи. Преминава във Формула 3 през 1978 а през 1979 финишира трети в F3 сериите. Преминава в Европейския шампионат през 1980 където кара за „Ланчия“. През 1981 година печели Европейската титла, в резултат на което е привлечен като пилот в Минарди (Minardi), които по това време се състезават във Формула 2 шампионата. същата година в партньорство с Рикардо Патрезе печелят състезанието „Шест часа на Уоткинс Глен“ (Watkins Glen Six Hours). Печели една победа за Минарди на пистата „Мизано“, след което прави своят дебют във Формула 1 през 1981 Сан Марино, зад волана на Тирел.
В периода 1984-1988 г. се състезава за Ферари, като става първият италиански пилот в тима от много години. През 1984 година финишира 4-ти в Световния шампионат на Формула 1, печели победа в Белгия и става един от претендентите за титла през 1985 тодина. Остава втори през сезон 1985 година, като шампион става Ален Прост с Макларън. През 1989 година се завръща в Тирел, следват няколко сезона в малки тимове преди да се откаже от кариера във Формула 1 през 1994 година. В периода при малките отбори има и подиум за Тирел в Мексико където завърши трети и последен подиум.
След като напуска Ф1, през 1996 година се състезава в Инди 500 а през 1997 година печели 24-те часа на Льо Ман в екип със Стефан Йохансон и Том Кристенсен с кола „TWR“ Порше.
През 2001 година загива на тестове с болид Ауди R8 (Audi R8 Race Car) след като пука гума с висока скорост на пистата Евро Спийдуей в Източна Германия.